# ورف
الوَرَف  أو البوت أو الوَرْف أو العَرْش أو حديدي الخشب أو شجرة الحديد (الاسم العلمي: Sideroxylon)، جنس أشجار من فصيلة السبوتية. وصفت من قبل لينيوس في عام 1753. وهي تعرف باسم أشجار الفتوة. الاسم العلمي مشتق من اليونانية "σιδηρος" sideros، وتعني «الحديد»، وξύλον " xylon"، والتي تعني «الخشب».
توجد أنواعه بشكل رئيسي في أمريكا الشمالية والجنوبية، وبعضها يوجد في إفريقيا، مدغشقر، جنوب آسيا، شبه الجزيرة العربية، وفي الكثير من الجزر المحيطية.